# Un yanqui en la corte del rey Arturo
Un yanqui en la corte del rey Arturo (título original en inglés: A Connecticut Yankee in King Arthur's Court) es una novela del escritor estadounidense Mark Twain publicada en 1889. Se trata de una sátira en la cual, por medio de un viaje a través del tiempo, se contrapone la civilización occidental del siglo XIX frente a la Edad Media europea.
El autor trascribe el texto de un tal Hank Morgan, yanqui de Connecticut, quien viaja de manera inexplicada hacia los tiempos del legendario Rey Arturo, presentados tal cual aparecen en la obra de Thomas Malory.
Se han realizado numerosas adaptaciones cinematográficas de la novela, ninguna de las cuales sigue de cerca el argumento de Twain.

## Argumento
El protagonista, Hank Morgan, es el supervisor de una fábrica de armas en Connecticut a finales del siglo XIX: Se define a sí mismo como un hombre práctico, ingenioso y poco dado al sentimentalismo. El narrador, que es el propio Twain, lo conoce entre los turistas del castillo de Warwick, donde le llama la atención por su familiaridad  con las armas antiguas y el comentario de que cierto agujero de bala en la armadura de Sir Sagramor, caballero de la Mesa Redonda, fue hecho por él mismo.
Esa noche Morgan le comienza a contar su historia a Twain. Luego, cansado, le entrega un manuscrito medieval (palimpsesto) donde se relata la continuación. El final del manuscrito es redactado por el asistente de Morgan; Clarence y el final de la novela es descrito por Twain una vez más.
El relato da inicio cuando Morgan es golpeado al intentar mediar en una pelea dentro de la fábrica. Sin explicación, es transportado hacia atrás en el tiempo y el espacio hasta la Britania del siglo VI, los tiempos supuestos del rey Arturo. Capturado por sir Kay, el Senescal, éste lo conduce a Camelot, descrita como una pobre villa coronada por un castillo. Allí es exhibido ante los nobles, presentados como salvajes, y condenado a morir en la hoguera. Sin embargo, tomando ventaja del conocimiento sobre el momento en que ocurriría un eclipse de Sol, logra salvarse, tras lo cual es considerado como un mago portentoso y obtiene el favor del rey Arturo, pero al mismo tiempo se gana la envidia del mago Merlín, quien en realidad es un charlatán y que se convierte en el principal antagonista.
En lo sucesivo, Hank Morgan introduce numerosas reformas e invenciones aprovechando el conocimiento científico del siglo XIX para convertir a la Inglaterra medieval en un país industrial.